# 左門町
左門町（日语：／ Samonchō */?）是東京都新宿區的町名。未實施新住居表示。2013年8月1日為止的人口為1,485人。郵遞區號160-0017。

## 地理
位於新宿區南部。北鄰四谷三丁目，東與東南接須賀町，西南鄰信濃町，西通大京町。外苑東通貫穿中央。北部靠近新宿通。幹線道路沿線高層建築林立，其他地方以住宅地為主。

## 歷史
左門町是江戶時代鶴屋南北的『東海道四谷怪談』中「阿岩」的居住地。當地有祭祀「阿岩」的於岩稻荷，史實的阿岩與「四谷怪談」中恐怖的形象不同，是與丈夫相處融洽、努力工作支撐家庭的勇敢女性。

### 地名的由來
此地是江戶幕府先手組組頭諏訪左門的組屋敷。

## 交通
町域内沒有車站，但附近有地下鐵丸之内線四谷三丁目站。南部地區可利用中央、總武線信濃町站。

## 設施
- 於岩稻荷田宮神社（阿岩稻荷）
- 陽運寺
- 四谷警察署
- 創價學會戶田紀念國際會館

## 備註
1. ↑  『角川日本地名大辞典 13　東京都』、角川書店、1991年再版、P873
2. ↑  .   [2013-08-09]. （原始内容存档于2014-08-19）.

## 外部連結
- 新宿區役所 （页面存档备份，存于）